# Giuseppe Rossi (kněz)
Giuseppe Rossi (3. listopadu 1912, Varallo Pombia – 26. února 1945, Calasca-Castiglione) byl italský římskokatolický kněz, zabitý fašisty během druhé světové války. Katolická církev jej uctívá jako blahoslaveného mučedníka.

## Život
Narodil se dne 3. listopadu 1912 ve Varallo Pombia jako syn Gerolama Rossiho a Angely De Ambrogio. Pokřtěn byl asi týden po svém narození ve farním kostele Santi Vincenzo e Anastasio ve Varallo Pombia. Do čtvrté třídy navštěvoval obecnou školu a poté byl další dva roky (podle tehdejšího školského systému) žákem soukromého učitele. Dne 25. března 1920 přijal spolu se svoji o rok starší sestrou Marií své první svaté přijímání a 5. prosince téhož roku přijal svátost biřmování.
Roku 1925 nastoupil na seminář San Carlo v Aroně a roku 1926 přijal kleriku. Dne 29. června 1937 byl vysvěcen na kněze pro diecézi novarskou. Dne 4. července 1937 pak sloužil svou primiční mši svatou. Roku 1939 byl přidělen do farnosti San Gottardo v Castiglione d'Ossola, malé vesničce v obci Calasca-Castiglione.
Během druhé světové války se údolí Ossola stalo dějištěm střetů mezi partyzány a fašisty. 26. února 1945 se u Castiglione střetli fašističtí milicionáři s partyzány a zanechali za sebou dva mrtvé a asi dvacet raněných. To vyvolalo okamžitou odvetu proti obyvatelstvu, při níž byly vypáleny domy a zajati rukojmí, včetně Dona Rissiho, který byl propuštěn téhož dne.
Po návratu na faru byl při večeři zajat fašistickými milicemi, které ho vyvedly za vesnici, kde byl nucen vykopat si vlastní hrob holýma rukama. Byl opakovaně bit do hlavy těžkým kamenem, který mu způsobil zlomeninu lebky. Jeho tělo bylo nalezeno následujícího 4. března pod několika centimetry půdy s bodnými ranami a prostřeleným obličejem. Pachatelé nebyli nikdy přesně určeni.
Pohřben byl nejprve ve svém rodném Varallo Pombia, od 22. září 1991 spočívají jeho ostatky v kostele San Gottardo v Calasca-Castiglione.

## Úcta
Jeho beatifikační proces započal dne 7. září 2001, čímž obdržel titul služebník Boží. Dne 14. prosince 2023 podepsal papež František dekret o jeho mučednictví.
Blahořečen pak byl dne 26. května 2024 v katedrále Nanebevzetí Panny Marie Novaře. Obřadu předsedal jménem papeže Františka kardinál Marcello Semeraro.
Jeho památka je připomínána 26. února. Bývá zobrazován v kněžském oděvu.